# 短足鼠屬
短足鼠屬（Brachytarsomys），哺乳綱、囓齒目、馬島鼠科的一屬，而與短足鼠屬（短足鼠）同科的動物尚有短尾鼠屬（短尾鼠）、黑髯鼠屬（黑髯鼠）、馬島白尾鼠屬（馬島白尾鼠）等之數種哺乳動物。

## 下属物种
本属包括以下物种：
- Brachytarsomys albicauda Günther, 1875
- Brachytarsomys villosa F.Petter, 1962